# Моє велике грецьке весілля 2
«Моє велике грецьке весілля 2» (англ. My Big Fat Greek Wedding 2) — американська романтична кінокомедія режисера Кірка Джонса, що вийшла 2016 року. Стрічка є продовженням фільму «Моє велике грецьке весілля» (2002). У головних ролях Ніа Вардалос, Джон Корбетт, Елена Компуріс.
Вперше фільм продемонстрували 15 березня 2016 року у Нью-Йорку, США, а в Україні у широкому кінопрокаті показ фільму має розпочатися 24 листопада 2016 року.

## Сюжет
У житті Тули настала чорна смуга: туристичну агенцію, якою вона володіла, через кризу довелось закрити, а єдине, що дає прибуток їхній родині, це ресторан, який був відкритий її батьком Костасом. 17-річна донька Періс готується поступити до коледжу, і якнайдалі від гіперопіки її родини. А у шлюбі відбувається постійна боротьба Іена і Тули через її постійні намагання все контролювати.
Тим часом Костас Портокалос переконаний, що він прямий нащадок Александра Македонського і для того, щоб це довести, йому потрібно зібрати документи. Перебираючи папірці, Костас з'ясовує, що свідоцтво про шлюб не було підписано священиком. Тому він вмовляє свою дружину Марію, з якою прожив 50 років, знову одружитися.

## У ролях
| Актор            | Персонаж               | Роль                     |
| ---------------- | ---------------------- | ------------------------ |
| Ніа Вардалос     | Тула Портокалос-Міллер | дружина Іена             |
| Джон Корбетт     | Іен Міллер             | чоловік Тули             |
| Елена Компуріс   | Періс Міллер           | донька Іена і Тули       |
| Лейні Кезен      | Марія Портокалос       | мати Тули                |
| Майкл Константин | Костас Портокалос      | батько Тули              |
| Андреа Мартін    | Вула                   | тітка Тули, сестра Марії |

## Створення фільму

### Знімальна група
- Кінорежисер — Кірк Джонс
- Сценаристка — Ніа Вардалос
- Кінопродюсери — Гері Гоцмен, Том Генкс, Ріта Вілсон
- Виконавчі продюсери — Пол Брукс, Скотт Німейєр, Стів Шарешіан, Ніа Вардалос
- Композитор — Крістофер Леннертц
- Кінооператор — Джим Дено
- Кіномонтаж — Марек Чижевські
- Художник-постановник — Ґреґорі П. Кін
- Художник по костюмах — Ґерша Філліпс[9].

### Виробництво
Знімання фільму завершили 27 червня 2015 року, про що повідомила на своїй сторінці в Instagram сценаристка і виконавиця головної ролі Ніа Вардалос

## Сприйняття

### Оцінки і критика
Фільм отримав змішано-погані відгуки: Rotten Tomatoes дав оцінку 29 % на основі 145 відгуків від критиків (середня оцінка 4,6/10) і 56 % від глядачів зі середньою оцінкою 3,4/5 (20 336 голосів). Загалом на сайті фільми має погані оцінки, фільму зарахований «гнилий помідор» від кінокритиків і «розсипаний попкорн» від глядачів, Metacritic — 37/100 (32 відгуки критиків) і 5,4/10 від глядачів (69 голосів). Загалом на цьому ресурсі від критиків фільм отримав погані відгуки, а від глядачів — змішані, Internet Movie Database — 6,1/10 (16 606 голосів).
Олександра Корчевська з інтернет-видання «PlayUA» поставила фільму 47/100 і сказала, що «загальний настрій фільму, затишні балачки старперів та посмішки цих гордовитих греків змушують твій настрій поліпшитися… Але на жаль на більше цей фільм не здатний, і приховати жаль від втраченого часу не зуміє».

### Касові збори
Під час показу в Україні, що розпочався 24 листопада 2016 року, протягом першого тижня на фільм було продано 8 995 квитків, фільм показали у 108 кінотеатрах і він зібрав 644 263 ₴, що на той час дозволило йому зайняти 8 місце серед усіх прем'єр.
Під час прем'єрного показу у США, що розпочався 25 березня 2016 року, протягом першого тижня фільм показали у 3 133 кінотеатрах і він зібрав 17 861 950 $, що на той час дозволило йому зайняти 3 місце серед усіх прем'єр. Показ фільму тривав 63 дні (9 тижнів) і завершився 26 травня 2016 року, зібравши у прокаті у США 59 689 605 доларів США, а у решті світу 29 233 646 $ (за іншими даними 31 962 273 $), тобто загалом 88 923 251 $ (за іншими даними 91 651 878 $) при бюджеті 18 млн доларів США.

### Виноски
1. ↑  My Big Fat Greek Wedding 2 (англ.). British Board of Film Classification. Архів оригіналу за 17 грудня 2017. Процитовано 8 листопада 2016.
2. 1 2  My Big Fat Greek Wedding 2: Release Info (англ.). Internet Movie Database. Архів оригіналу за 22 листопада 2015. Процитовано 8 листопада 2016.
3. 1 2  Моє велике грецьке весілля 2. Kino-teatr.ua. Архів оригіналу за 25 листопада 2016. Процитовано 8 листопада 2016.
4. 1 2  Anthony D'Alessandro, Nancy Tartaglione (21 березня 2016). ‘Batman V. Superman’ Targets Second-Best Pre-Summer Global Opening With $350M (англ.). Deadline.com. Архів оригіналу за 8 лютого 2018. Процитовано 8 листопада 2016.
5. 1 2 3 4  My Big Fat Greek Wedding 2 (англ.). Box Office Mojo. Архів оригіналу за 1 серпня 2017. Процитовано 8 листопада 2016.
6. 1 2 3 4  My Big Fat Greek Wedding 2 (2016) (англ.). The Numbers. Архів оригіналу за 15 жовтня 2016. Процитовано 8 листопада 2016.
7. ↑  My Big Fat Greek Wedding 2 (2016) (англ.). AllMovie. Архів оригіналу за 15 серпня 2016. Процитовано 8 листопада 2016.
8. ↑  Моє велике грецьке весілля 2. Ukrainian Film Distribution. Архів оригіналу за 8 листопада 2016. Процитовано 8 листопада 2016.
9. ↑  My Big Fat Greek Wedding 2: Full Cast & Crew (англ.). Internet Movie Database. Архів оригіналу за 16 березня 2016. Процитовано 8 листопада 2016.
10. ↑  Anita Bennett (28 червня 2016). Nia Vardalos’ ‘My Big Fat Greek Wedding 2’ Wraps Production (англ.). TheWrap. Архів оригіналу за 8 жовтня 2016. Процитовано 13 листопада 2016.
11. ↑  My Big Fat Greek Wedding 2 (англ.). Rotten Tomatoes. Архів оригіналу за 14 листопада 2016. Процитовано 8 листопада 2016.
12. ↑  My Big Fat Greek Wedding 2 (англ.). Metacritic. Архів оригіналу за 30 листопада 2016. Процитовано 8 листопада 2016.
13. ↑  My Big Fat Greek Wedding 2 (англ.). Internet Movie Database. Архів оригіналу за 4 листопада 2016. Процитовано 8 листопада 2016.
14. ↑  Олександра Корчевська (4 грудня 2016). Огляд фільму «Моє велике грецьке весілля 2». PlayUA. Архів оригіналу за 5 грудня 2016. Процитовано 5 грудня 2016.
15. ↑  Олексій Першко (29 листопада 2016). Бокс-Офіс 47 (2016). Kino-teatr.ua. Архів оригіналу за 30 листопада 2016. Процитовано 29 листопада 2016.